# Felm

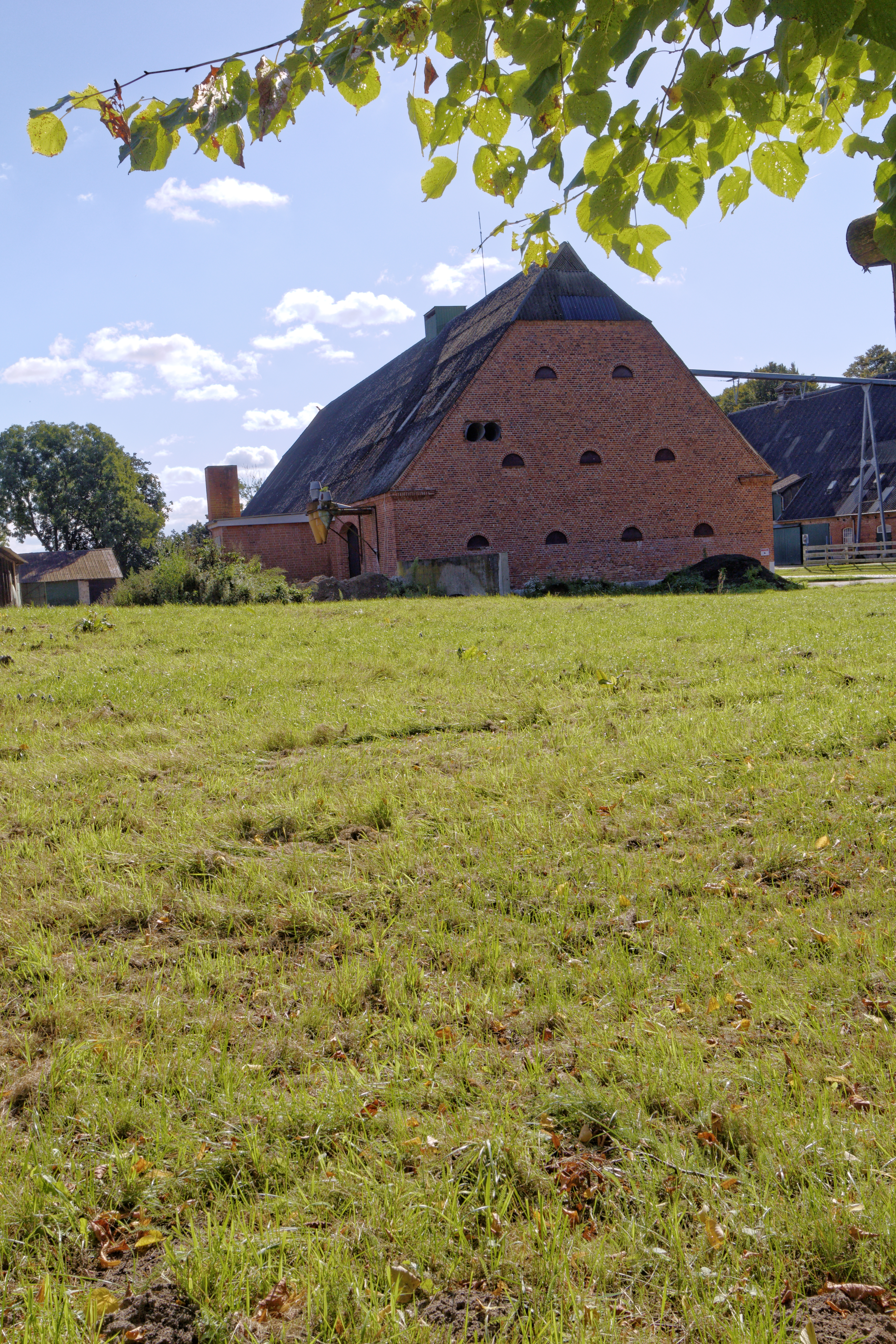
Gut Rathmannsdorf

Felm ist eine Gemeinde im Kreis Rendsburg-Eckernförde in Schleswig-Holstein. Im Gemeindegebiet liegen die Orte Felmerholz, Kleinfelmerholz, Krück, Rögen, Stodthagen und Tonnenberg sowie das Gut Rathmannsdorf.

## Geografie und Verkehr
Felm liegt etwa zehn Kilometer nordnordwestlich von Kiel im Dänischen Wohld, der Landzunge zwischen der Kieler Förde und der Eckernförder Bucht. An der südlichen Gemeindegrenze wird Felm von der Bundesstraße 76 von Kiel nach Eckernförde durchquert. Die Gegend ist durch Moore geprägt, das Kaltenhofer Moor und das Felmer Moor sind in einem naturbelassenen Zustand.

## Nachbargemeinden
Die Gemeinde Felm grenzt an folgende Nachbarkommunen (im Uhrzeigersinn, beginnend im Norden): Osdorf, Dänischenhagen, Altenholz, Neuwittenbek, Tüttendorf und Gettorf. Bis auf Dänischenhagen (Amt Dänischenhagen) und die amtsfreie Gemeinde Altenholz gehören alle Nachbarkommunen zum Amt Dänischer Wohld.

## Politik

### Gemeindevertretung
Bei der Kommunalwahl am 14. Mai 2023 wurden insgesamt elf Sitze vergeben. Die Wählergemeinschaft Felm Dänischer Wohld erhielt sechs Sitze, die CDU drei Sitze und die SPD zwei Sitze.

### Wappen
Blasonierung: „In Blau, darin drei silberne Laubblätter, über blauem Wellenschildfuß, darin zwei silberne mit einem silbernen Pfahl mittig verbundene Wellenbalken, ein goldener abgeflachter Dreiberg, darin ein grüner Sonnentau.“

## Geschichte
Das Dorf Felm gehörte bis 1909 dem Kaltenhofer Grafen Georg Karl Ernst von Reventlou, der seinen Besitz 1909 an die Landbank Berlin verkaufte.
Alle Pächter konnten nun ihren Besitz als Eigentum erwerben. 1911 verkaufte die Landbank die zwei letzten freien Bauernstellen an Friedrich Grage im Dorf Felm und die Stelle Knickwiese an Friedrich Köpke. 1911 wurde nach Eintreffen der Katasterunterlagen von der Landbank Berlin als Vertreter der Felmer Bürger dem Landrat des Kreises Eckernförde ein Antrag auf Gründung einer eigenen Gemeinde Felm gestellt. Strittige Fragen über Armenverband, Schule, Moore und Wege verhinderten die Angelegenheit. Johannes Rieken erwarb 1913 den Resthof Kaltenhof und ließ einen vorläufigen Auseinandersetzungsvertrag erstellen, den 30 Felmer Hausbesitzer (5 waren nicht anwesend) in einer Einwohnerversammlung am 25. März 1914 in Anwesenheit des Landrates Freiherr von der Recke akzeptierten und das Versammlungs-Protokoll unterschrieben.
Am 1. Dezember 1928 erfolgte die Auflösung aller Gutsbezirke, wodurch die Gemeinde Felm entstand. Zu ihr gehörten: der aufgelöste Gutsbezirk Rathmannsdorf, bestehend aus den Dörfern Altwittenbek, Felmerholz und Hollin, dazu alle Ausbauten und das Gut Rathmannsdorf. Auch hier erfolgte ein Auseinandersetzungsvertrag zwischen Felm und dem Gutsbesitzer, Baron Weber von Rosenkranz auf Gut Rosenkranz, als Eigentümer von Rathmannsdorf.
Am 2. Dezember 1928 erfolgte die erste Wahl zum Gemeindeparlament mit neun Gemeindevertretern. Zum Gemeindevorsteher wurde Friedrich Grage ernannt, zum Stellvertreter Vosgerau und später zeitweise Förster Adolf Jakobsen, Hollin. Friedrich Grage wurde durch den Amtsvorsteher Leo von Kathen am 9. Januar 1929 in Kaltenhof vereidigt. Am 29. März 1934 hieß der Gemeindevorsteher Jürgen Plett, sein Stellvertreter Gustav Reimer. Aus dem „Gemeindevorsteher“ wurde nun der „Bürgermeister“. 1937 hieß der Bürgermeister Gustav Reimer.

## Sehenswürdigkeiten
In der Liste der Kulturdenkmale in Felm stehen die in der Denkmalliste des Landes Schleswig-Holstein eingetragenen Kulturdenkmale.
Die Anlage des Gutes Rathmannsdorf mit Herrenhaus, Park und Lindenallee steht unter Denkmalschutz.
Das Felmer Moor
Das Felmer Moor hat eine Größe von 31,26 Hektar und ist seit dem 15. Mai 1939 Landschaftsschutzgebiet. Das Gut Eckhof, das 1755 im Felmer Moor 15 Hektar Moorflächen erworben hatte, behielt nur fünf Hektar, zehn Hektar wurden an zwölf Dänischenhagener Hausbesitzer in der Größe von 1300 m² bis 2500 m² weiterverkauft. Das Gut Uhlenhorst kaufte 5,25 ha und der Hof Heisch bei Schilksee erwarb 2,61 ha Moorwiesenfläche. Auch in diesem Moor wurde 1945–1953 Torf gebacken. Das Felmer Moor gehört seit dem Februar 2006 zum europäischen NATURA 2000-Schutzgebiet FFH-Gebiet Naturwald Stodthagen und angrenzende Hochmoore.

## Bilder

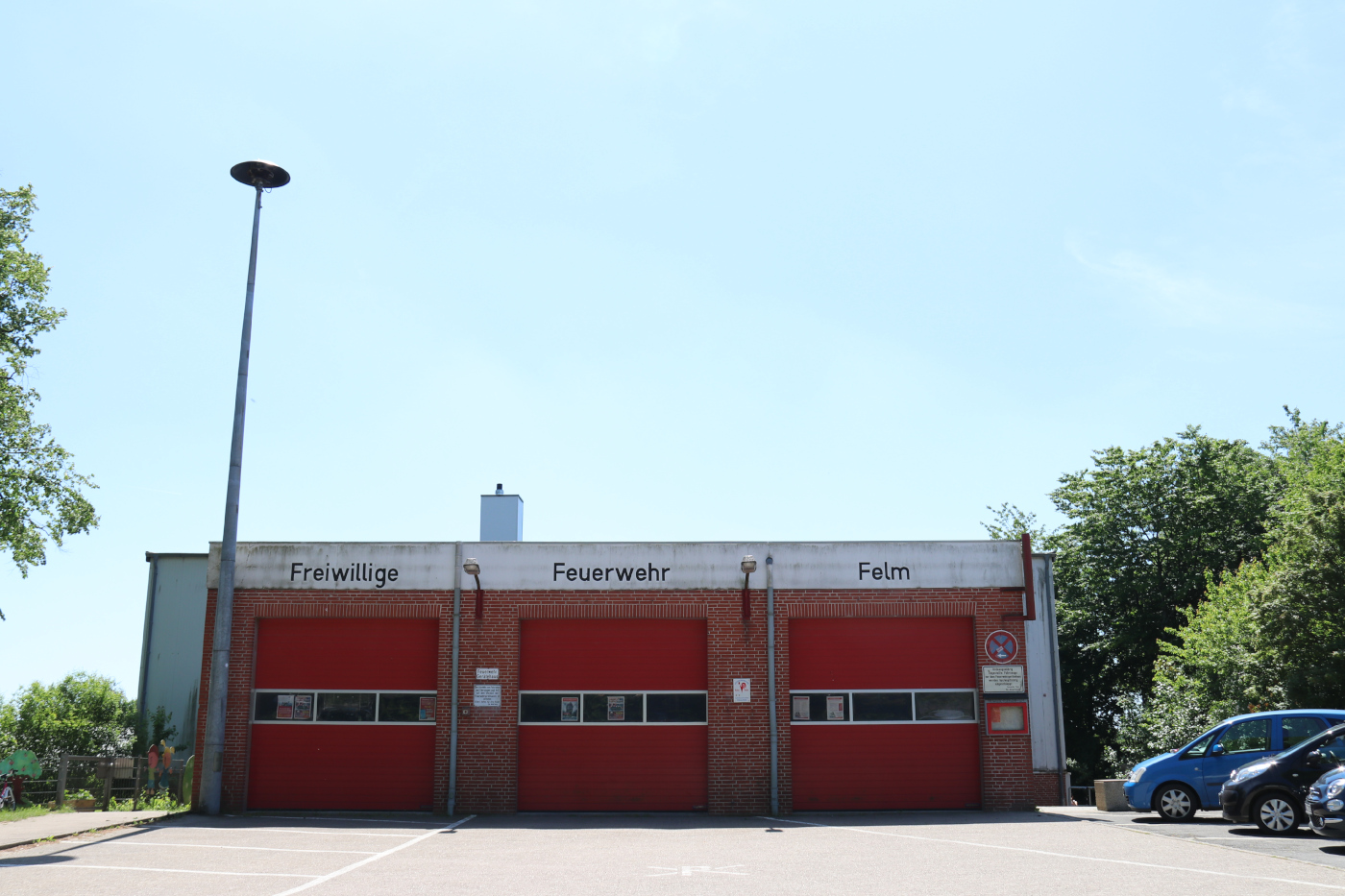
Feuerwehrgerätehaus Felm
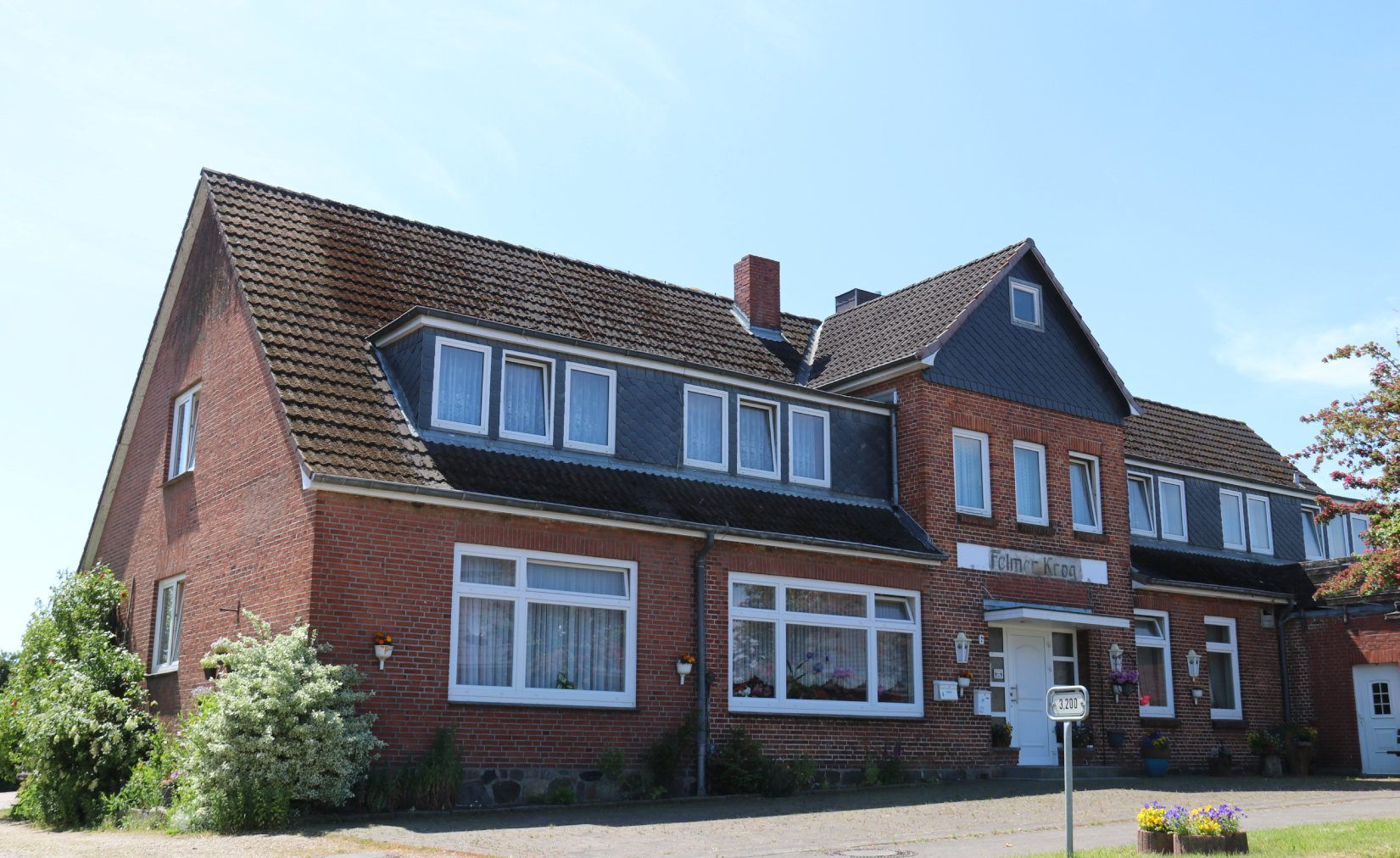
Felmer Krog

## Freizeit
Der Sportverein Felm bietet verschiedene Sportarten an.